# Vacances

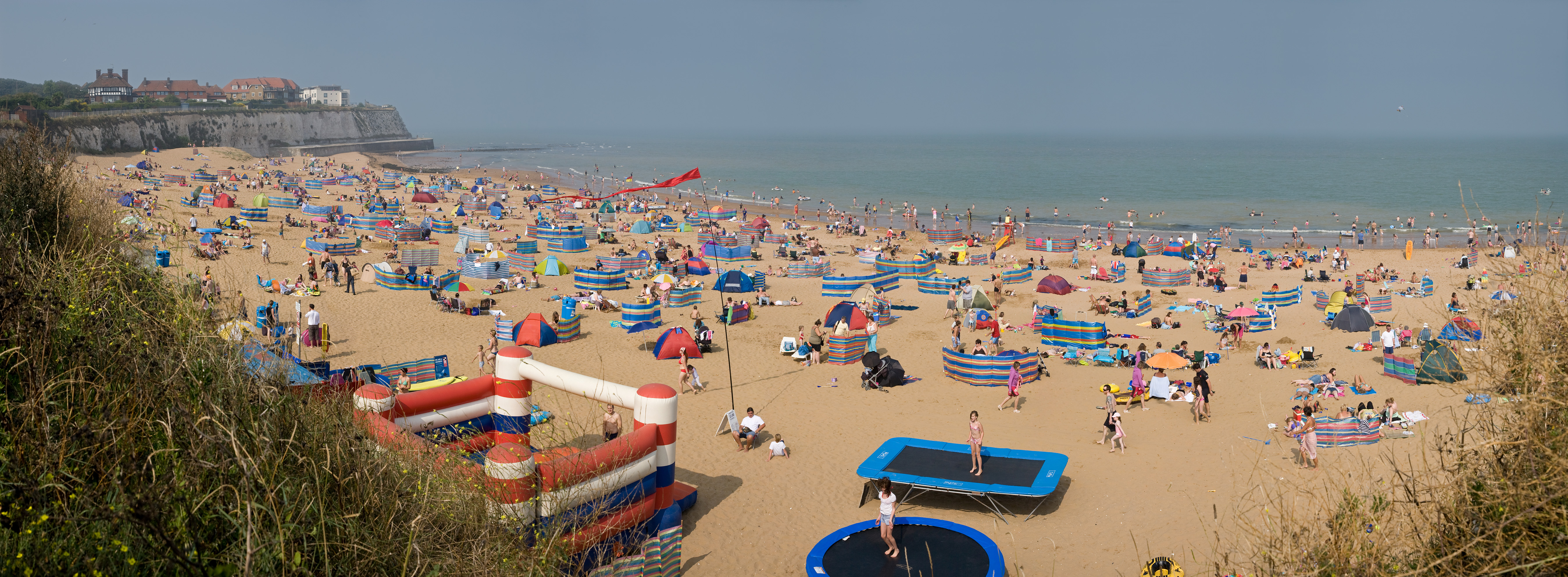
Gentada fent vacances a la platja de Joss Bay, prop de Broadstairs, l'agost del 2008.

Les vacances o vacacions són un dret laboral dels treballadors que consta en poder gaudir anualment d'un temps, usualment uns dies, de descans sense deixar d'obtenir el salari acordat ni perdre la feina. En realitat el salari anual es reparteix, en principi, en parts iguals al llarg de l'any, encara que en aquest total ja es compta que no tot l'any és productiu per l'empresari. Simplificant, de fet l'empresari calcula onze mensualitats (considerant un mes de vacances) i les reparteix en dotze mesos, així el treballador rep una quantitat inferior cada mes i els dies que té vacances no deixa de rebre els seus diners. Els dies de vacances, com la resta de condicions laborals, han de ser acordades entre treballadors i empresaris.
Com a la pràctica sovint l'empresari podria exercir abús de poder sobre el treballador, els governs solen protegir aquest darrer amb lleis de mínims. Per exemple, a Espanya, les vacances anuals per llei no poden ser per a ningú de menys de trenta dies naturals. Aquest nombre és diferent a diferents països, per exemple a França són obligatòriament d'almenys cinc setmanes.
Les vacances no són recuperables ni substituïbles per una compensació econòmica. Cap empresari té dret a fer treballar un empleat en un dia acordat com de vacances, ni a "pagar" els dies de vacances a un empleat perquè no les faci. Un treballador que no fa les seves vacances, rebi o no diners per no fer-les, comet un delicte penat per la llei. I si un treballador deixa la feina o n'és acomiadat sense causa justa abans de les vacances, ha de rebre els diners, al finiquit, del salari corresponent al temps que tenia de vacances i que no ha fet. L'empresari té l'obligació legal de pagar-li, i en alguns països (a Espanya, per exemple, actualment no) no té el dret de proposar ni obligar el treballador que s'agafi els dies de vacances que li queden (amb la qual cosa no pot treballar amb ell, ni amb altre empresari, ni pel seu compte, ni rebre subsidis d'atur durant el temps que representa que està de vacances) per tal de no pagar-li aquests diners.

## Història
Les primeres vacances, enteses com a descans anual comprès en un treball, existeixen des que els humans es van fer ramaders i agricultors. Alguns agricultors tenien èpoques de l'any amb més feina (preparar la terra, plantar, recol·lectar, etc.) i d'altres de relatiu descans. Altres agricultors s'organitzaven de manera que poguessin dedicar-se a almenys dos tipus de conreu diferents, o dues activitats, complementàries en el temps i per a poder subsistir.
A l'Europa medieval les universitats van començar a fer unes "pauses" a l'època estival per tal que els estudiants treballessin al camp a l'època de collites. Aquesta llarga pausa estival al sector docent es manté encara avui dia.
Però les vacances com les entenem en dret laboral van aparèixer molt més tard, a conseqüència de la Revolució Industrial. L'organització del treball va sofrir una crisi que va fer que les relacions i condicions laborals canviessin completament respecte a les d'abans. Anteriorment havien existit diversos tipus d'esclavatge, però estaven sotmesos a temps i límits humans i animals. La tecnologia energètica i mecànica va aportar les màquines i les fàbriques, i el capitalisme només tenia en compte la producció i els beneficis econòmics dels amos sense cap consideració social respecte a les altres persones. Treballaven nens i gent gran, tots els dies de la setmana, en jornades de més de dotze hores. La situació va ser tan penosa per a la classe obrera que al segle xix a poc a poc van començar a organitzar-se entre ells per a lluitar per una vida més digna, va desenvolupar-se un moviment obrer i el sindicalisme, i alguns nous economistes van començar a introduir factors socials i humans a les seves teories. L'alta burgesia es començava a permetre èpoques de vida sense treball, imitant temporalment a l'aristocràcia. Alguns anaven a residències d'estiu i a balnearis de cures de bellesa i salut. Mentrestant, els obrers començaven a reivindicar una qualitat de vida mínima i assentar les bases per a poder crear conceptes com la limitació de la jornada laboral o les vacances, tot i que encara estaven molt lluny de fer-les realitat.
En realitat, ni tan sols la idea de vacances existia abans del segle xx, i només a partir dels anys vint es va començar a comentar, de manera encara dispersa, poc clara i poc directa, alguna cosa que a poc a poc aniria prenent cos fins a poder assimilar-ho amb el que avui entenem per vacances. Paral·lelament, a Alemanya, es van començar a esbossar alguns convenis col·lectius de treballadors, encara sense dies lliures. Les primeres vacances retribuïdes als treballadors no van començar a existir fins als anys trenta, gràcies al Front Popular, una agrupació de partits comunistes francesos que hi van governar només els anys 1936 i 1937, quan van introduir com a innovació dues setmanes anuals de vacances en aquesta mena de convenis. Cap als anys quaranta, el dret a les vacances es va difondre a més grups de treballadors, tant a França com a altres països d'Europa. A Espanya són un dret constitucional des de 1978.
En alguns països, el 2010 encara no existien.

## Dret laboral
Les vacances són la interrupció retribuïda de l'activitat laboral perquè el treballador descansi. En principi no es poden intercanviar per diners. Les dates de vacances no poden ser escollides unilateralment pel treballador ni per l'empresari, que tampoc no les pot modificar sense demanar amb prou temps permís al treballador. Cal un pacte directe entre ells dos o, en alguns casos d'obrers, entre l'empresari i un comitè portaveu dels treballadors. El treballador ha de conèixer les dates almenys amb dos mesos d'antelació. En cas de conflicte o de desacord entre empresari i treballador les dates poden ser decidides per un jutjat social en un procediment urgent.
Les vacances d'un any han de ser d'almenys trenta dies naturals (les de cada mes són de dos dies i mig), seguits o bé fraccionats en qualsevol nombre de períodes, però de tal manera que almenys un d'ells sigui de dues setmanes seguides. Si una persona treballa menys d'un any, li corresponen uns dies proporcionals al temps treballat (per exemple, per sis mesos, quinze dies de vacances). Les vacances corresponents a un any s'han de fer dintre d'aquest any, entre l'u de gener i el trenta-u de desembre. No es poden acumular d'un any per a un altre, es diu que caduquen. Com a excepcio, es poden fer l'any següent al cas particular que les dates de vacances fixades per l'empresa coincideixin amb un permis temporal del treballador per embaràs, part, adopcio, acolliment o lactància.
A Espanya, al cas d'un contracte laboral de menys d'un any, actualment l'empresari té el dret de decidir unilateralment si el treballador fa vacances o si se les compra, és a dir si li paga una quantitat més de diners perquè no les faci. No té en cap cas aquest dret en contractes d'a partir d'un any.

### Permisos retribuïts
Independentment de les vacances de trenta dies naturals, o sigui incloent les diumenges i festius del període escollit, anuals per a tots els treballadors, existeixen altres dies específics de vacances, que es compten sempre a més d'aquests trenta dies i que tècnicament s'anomenen permisos retribuïts: són els dies festius als quals el treballador té dret (i l'empresari obligació de donar, i sense penalització econòmica) en situacions excepcionals, com per exemple que el treballador es casi, tingui un examen o adopti un fill. Tots els treballadors, amb contracte fix o temporal, amb qualsevol antiguitat i a partir del seu primer dia de feina, tenen dret a aquests permisos o dies sense treballar i sense deixar de cobrar el salari que cobrarien si treballessin. Aquests permisos poden ser ampliats i millorats (però no empitjorats) en convenis col·lectius. El treballador ha d'avisar prèviament i ha de portar després un justificatiu.
Són obligatoris els permisos per a la formació del treballador, per al seu perfeccionament i per a assistir a exàmens (d'idiomes, de conduir, o de qualsevol formació). També ho són els permisos per a votar en unes eleccions, per a ser membre d'una taula electoral o per a assistir a un judici com a testimoni (els dos darrers es consideren deures inexcusables, ja que el treballador té l'obligació legal de ser-hi), i els que permeten al treballador dedicar-se a tasques sindicals o de representació. Estan inclosos tota mena d'exàmens i proves prenatals, a més de les tècniques de preparació al part. S'inclouen també motius familiars, entre d'altres.
En cas de matrimoni o de fer-se parella de fet, el treballador té un permís de quinze dies naturals. Si té o adopta un fill té dos dies de permís. Té dos dies més en cas que un familiar de fins a segon grau (fills, germans, pares, avis, nets, oncles, cosins) tingui un accident greu, una malaltia greu, hospitalització, intervenció quirúrgica (encara que no sigui hospitalitzat) o que necessiti repòs a casa seva. Si ha de mudar-se d'habitatge té un dia més.

## Bases socials
El concepte de vacances, o interrupció retribuïda del treball, és més defensat als països europeus, on es considera una de les bases del dret laboral i de l'estat del benestar, i menys als no democràtics o amb un capitalisme extrem, com per exemple la Xina o els Estats Units. Una major flexibilitat en la decisió dels períodes i duracions, si es fan fraccionades, per part del treballador està relacionada amb països més desenvolupats socialment.

## Conseqüències socials

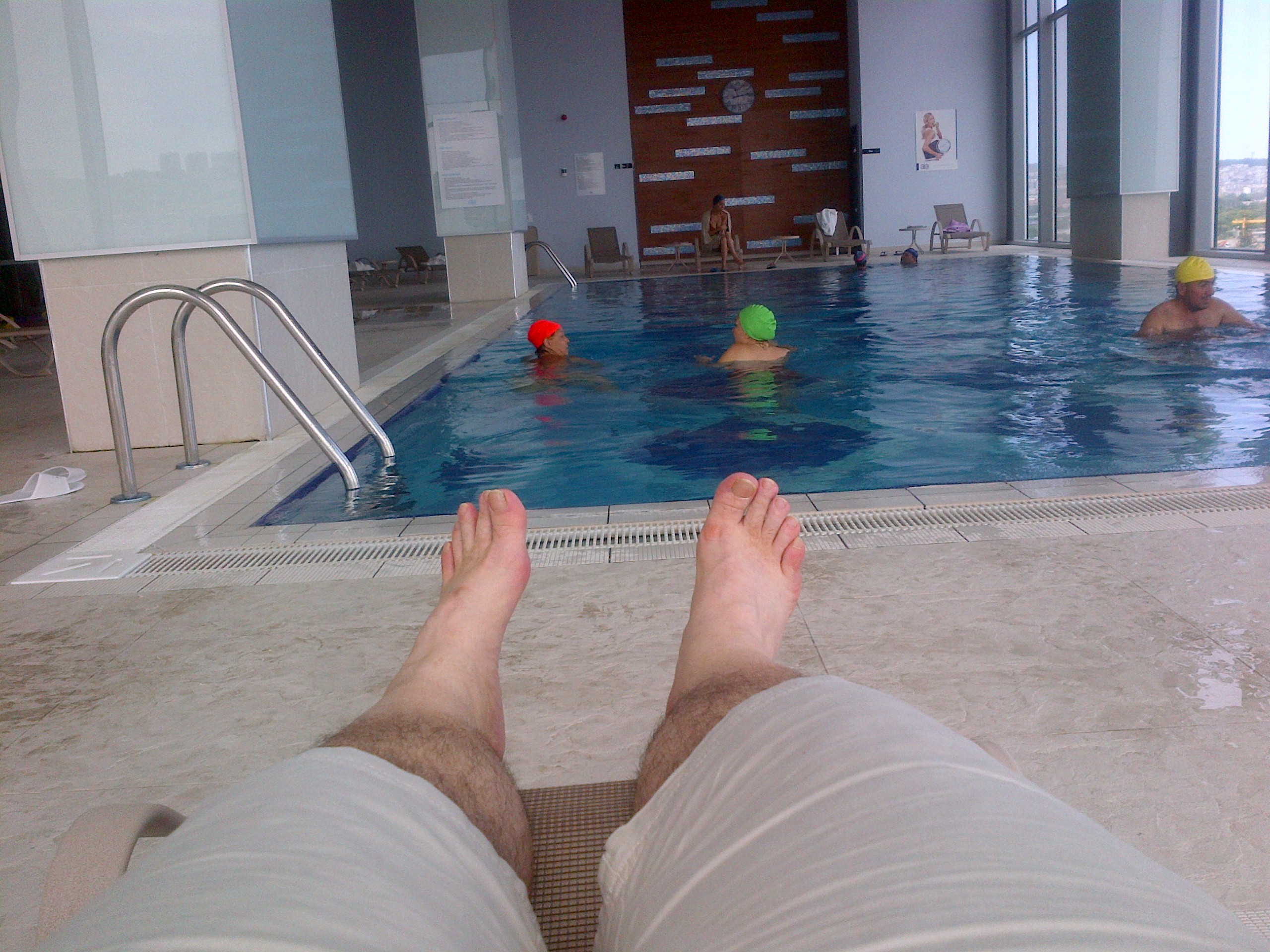
Per a molta gent vacances vol dir descansar a la platja o al costat d'una piscina.

Les dates de les vacances escolars solen influir molt en les dates escollides pels seus pares per a fer vacances. Això té una gran influència al turisme, per exemple. Per això, en alguns països, els governs fixen les vacances de l'escola pública segons el que creguin convenient per a la seva economia; per exemple, a l'hivern per a potenciar els esports d'hivern, o a l'estiu per a allargar la temporada de sol i platja. Als països de l'hemisferi sud, com Sud-àfrica o Argentina, les vacances se solen fer quan allà és estiu i fa bon temps, de gener a febrer.
Independentment de les dates de les vacances escolars, les activitats realitzades amb les vacances suposen un elevat percentatge de l'economia (macroeconomia) de la majoria de països europeus. Concretament, en molts llocs dels Països Catalans el turisme és el primer i principal sector econòmic.